# Hotel Ratuszowy w Bydgoszczy
Hotel Ratuszowy w Bydgoszczy – dawny hotel, obecnie (od 2020) hostel położony w zabytkowej kamienicy przy ulicy Długiej, na terenie Starego Miasta w Bydgoszczy.

## Położenie
Budynek stoi w północnej pierzei ul. Długiej, między ul. Stefana Batorego, a ul. Jana Kazimierza.

## Historia
W miejscu kamienicy, według szczegółowego planu zabudowy miasta, sporządzonego przez pruskiego geometrę Gretha, w 1774 r. znajdowało się kilka zabudowanych działek. Obecny budynek na miejscu 3 wcześniejszych kamienic wzniosło w latach 1830–1833 miasto Bydgoszcz z przeznaczeniem na gmach administracyjny (ratusz). We wnętrzach, mieszczących m.in. dużą i małą salę sesyjną oraz gabinet burmistrza, usytuowano urzędy miejskie. Budynek pierwotnie był dwupiętrowy, miał użytkowe poddasze i przykryty był wysokim łamanym dachem.
W 1879 r. magistrat przeniesiono do budynku dawnego kolegium jezuickiego na Starym Rynku, zaś kamienicę sprzedano hotelarzowi Juliusowi Lengningowi, będącemu wcześniej właścicielem hotelu "Rio".
Nowy właściciel przystąpił do przebudowy i remontu gmachu mających na celu przystosowanie go do pełnienia funkcji hotelowych. Autorem projektu przebudowy był mistrz murarski Gustav Weihe, a pracami ciesielskimi kierował Heinrich Mautz.
Prace ukończono w 1881 r. Objęły one podwyższenie budynku o jedną kondygnację, przebudowę wnętrz na parterze, gdzie umiejscowiono ekskluzywne sklepy, oraz wzbogacenie aranżacji fasady. Naprzeciwko wejścia usytuowano reprezentacyjną klatkę schodową. Część mieszkalna hotelu znajdowała się na piętrach. Pokoje wyposażono w sanitariaty i pomieszczenia do zażywania zimnych i ciepłych kąpieli. Od strony podwórza znajdowała się duża sala restauracyjna, zaś piwnice zajmowała kuchnia i pomieszczenia gospodarcze. Fasada hotelu Lengninga wyróżniała się bogactwem zastosowanych ornamentów, przewyższając pod tym względem sąsiednie kamienice. Były to dekoracje antykizujące: Meander pod oknami poddasza, a na gzymsie koronującym fryzy: kostkowy, jajownik i astragal.
W 1908 r. Julius Lengning sprzedał posesję wraz z budynkiem handlarzowi winem z Olsztyna Antonowi Kretschmanowi, który przeprowadził modernizację hotelu. W 1909 r. założono instalację centralnego ogrzewania, na poddaszu urządzono dodatkowe pokoje dla gości, zaś na parterze otwarto winiarnię, piwiarnię i wyszynk. Tuż przed I wojną światową był to czwarty co do liczby gości hotel w mieście.
Aż do 1945 r. hotel funkcjonował pod niezmienioną nazwą (Lengninga), mimo zmian właścicieli. Od 1921 r. był nim Andrzej Goździk, od 1932 r. Marta Smogulecka, a od 1935 r. M. Liszka. W latach 30. XX w. w sali dancingowej odbywały się liczne imprezy taneczne.
Po 1945 r. w budynku umieszczono internat Technikum Elektrycznego, jednak w 1965 r. przywrócono mu funkcje hotelowe. Nazwę obiektu zmieniono na „Hotel Ratuszowy”, a jego zarządcą zostało przedsiębiorstwo „Hotele Miejskie”, od 1974 r. Wojewódzkie Przedsiębiorstwo Turystyczne „Brda”.
Obecnie budynek, chociaż nadal pełni funkcje noclegowe, został gruntownie przebudowany, zmieniono także wygląd fasady, szczególnie w części parteru. W 2020 przeprowadzono remont elewacji.

## Architektura
Budynek jest wzniesiony na nieregularnym rzucie zbliżonym do prostokąta, z niewielkimi wewnętrznymi dziedzińcami. Kamienica frontowa jest podpiwniczona, dwupiętrowa, z poddaszem. Parter zdobiony jest boniowaniem. Kondygnacje wydzielono wydatnymi gzymsami, przy czym największy jest gzyms koronujący. Okna pierwszego i drugiego piętra posiadają bogatą, zróżnicowaną na każdym piętrze oprawę architektoniczną. Wejście główne znajdowało się dawniej na środku elewacji (dziś z boku), zmieniły się też rozmiary klatek schodowych. Uboższa jest fasada. Nie ma attyki, która przez wiele lat zdobiła rzeźba Merkurego, z atrybutami handlu.
Piwnice pod budynkiem mają 3 poziomy, część z nich posiada okrągłe sklepienia. Nie są one udostępnione dla osób z zewnątrz.

## Hotel
Hotel Ratuszowy był dwugwiazdkowy. Posiadał 28 pokoi jedno- i dwuosobowych, apartament, Restaurację Ratuszową oraz salę konferencyjną wynajmowaną na bankiety, spotkania biznesowe i uroczystości okolicznościowe.